# Bành Hồ
Bành Hồ (chữ Hán: 澎湖; bính âm: Pénghú) là một quần đảo nằm tại eo biển Đài Loan, ở phía tây đảo Đài Loan. Quần đảo này bao gồm 90 đảo nhỏ với tổng diện tích 141 km². Cả quần đảo hình thành nên huyện Bành Hồ, thuộc Trung Hoa Dân Quốc, và là vùng đảo xa lớn nhất của Trung Hoa Dân Quốc.

## Tên gọi
Trong thế kỷ 16, khi người Bồ Đào Nha tiến đến phương Đông, phát hiện thấy vùng biển Bành Hồ có ngư sản phong phú, trên các đảo có rất nhiều ngư dân trú, vì thế đã gọi Bành Hồ là Pescadores (ngư phủ). Bành Hồ còn có các tên cổ là Đảo Di (島夷), Phương Hồ (方壺), Tây Doanh (西瀛), Đản Châu (亶州), Bình Hồ (平湖).

## Lịch sử
Việc tìm thấy đồ gốm văn thừng màu đỏ có chất lượng tốt ở Bành Hồ đã chỉ ra rằng người dân từ Tây Nam Đài Loan đã đến quần đảo này từ khoảng 5.000 năm trước, song họ không định cư lâu dài. Người Hán từ nam bộ Phúc Kiến bắt đầu thành lập các làng chài trên quần đảo từ thế kỷ 9 và 10, triều đình Nam Tống và Nguyên cho đóng quân một cách không liên tục tại quần đảo từ khoảng năm 1170, sang năm sau thì người Trung Quốc bắt đầu đến đây định cư. Tư liệu văn hiến có đề cập đến Bành Hồ sớm nhất của Trung Quốc xuất hiện vào thời Nam Tống, trong "Công quý tập" (攻媿集)- quyển 88 của Lâu Thược (樓鑰) có viết rằng: tháng 4 năm Càn Đạo thứ 7 (1171), khởi đầu từ Tuyền Châu, đến quận... quận thực Lâm Hải, giữa có bãi cát vài vạn mẫu, hiệu Bình Hồ, trong văn bản cũng mô tả Uông Đại Du (汪大猷) bảo hộ người Hán tại Bình Hồ chống lại sự cướp bóc của người Bì Xá Da (thổ dân Đài Loan), cho xây nhà 200 gian, khiển tướng trú thủ. Trong tiếng Mân Nam, Bình Hồ và Bành Hồ phát âm gần như nhau, giới học giả phổ biến đồng thuận rằng Bình Hồ là Bành Hồ. Đến thời Nguyên, với việc di dân ngày càng tăng lên, triều đình đã cho thiết lập tuần kiểm ti (巡檢司) tại Bành Hồ. Quần đảo cũng được mô tả trong một số chi tiết của sách Đảo di chí lược (島夷誌略) năm 1349 do thương nhân Uông Đại Uyên (汪大渊) viết.

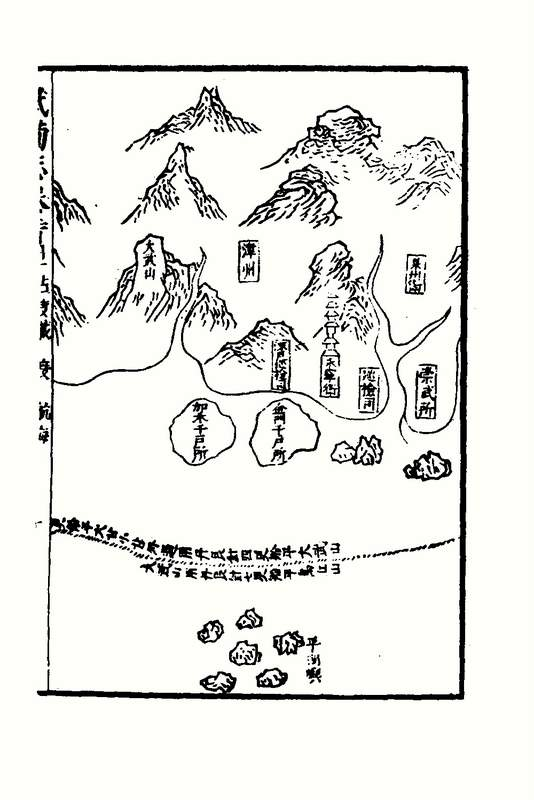
Trong Trịnh Hòa hàng hải đồ xuất hiện "Bình Hồ dữ" (平湖嶼)

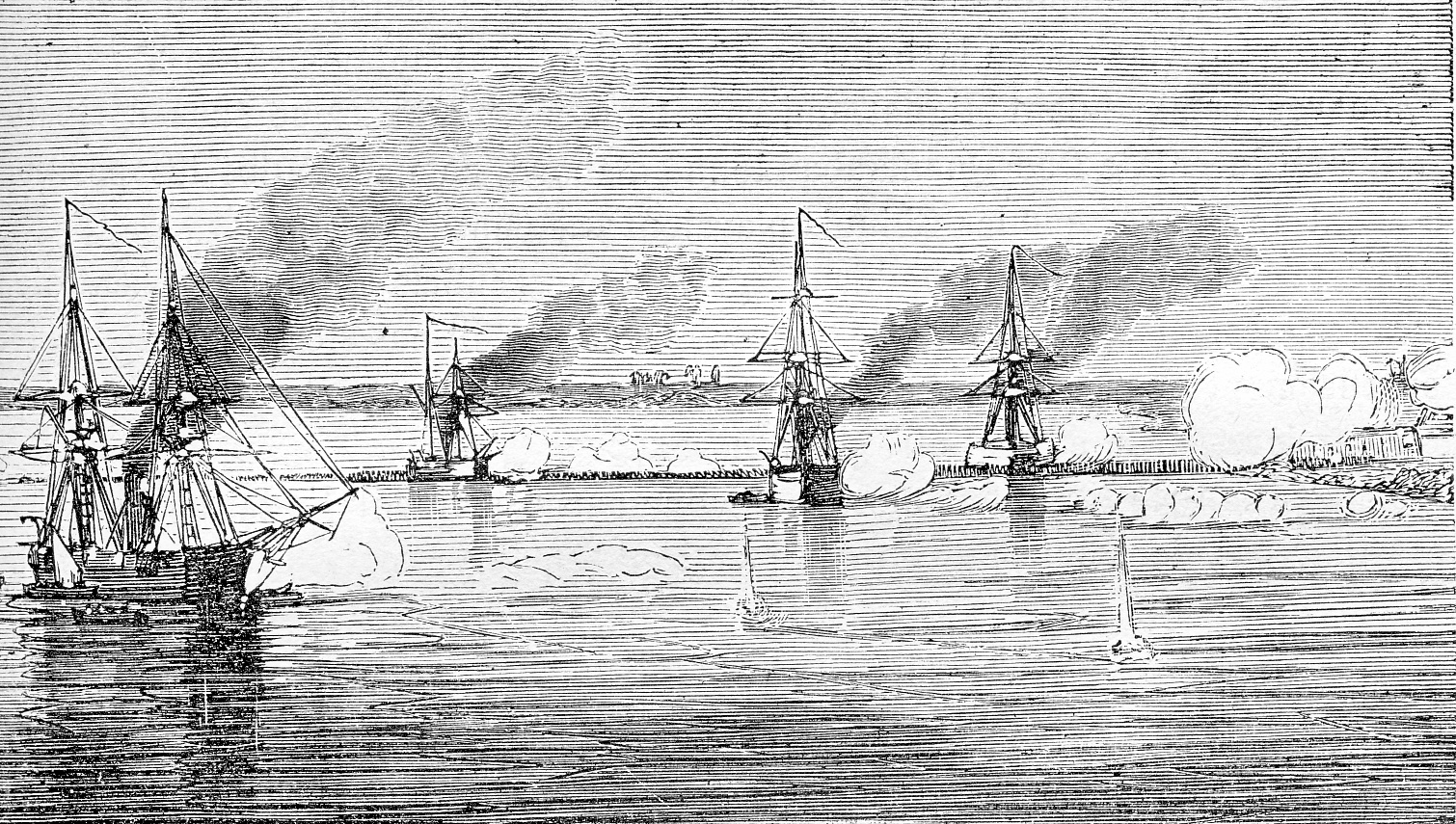
Chiếm hạm Pháp oanh tạc các vị trí của quân Thanh quanh Mã Công, 29 tháng 3 năm 1885

Vào thế kỷ 15, nhà Minh ra lệnh buộc cư dân phải rời khỏi Bành Hồ, theo sách lược hải cấm. Đời Minh Thành Tổ và Minh Tuyên Tông, triều đình phái Trịnh Hòa thám hiểm tây dương, và trong sách Trịnh Hòa hàng hải đồ có xuất hiện bản đồ ghi nhóm "Bình Hồ dữ" (平湖嶼), tức là quần đảo Bành Hồ. Lệnh hải cấm của nhà Minh bị bãi bỏ vào cuối thế kỷ 16 nên từ đó dân chài lại tụ tập sinh sống ở Bành Hồ. Khi người Bồ Đào Nha đến và thấy ngư dân trên đảo nên theo đó mà đặt tên là "Pescador" (ngư ông).
Ngày 1 tháng 7 năm 1622, 12 chiến thuyền Hà Lan với 1024 lính kéo vào đánh chiếm Mã Công. Bành Hồ không có lính đồn trú nên khu vực coi như bị bỏ ngỏ. Dân Bành Hồ chống lại nhưng bị thua. Người Hà cho xây dựng những công trình phòng thủ đê dùng Bành Hồ kiểm soát tàu thuyền qua lại khu vực. Mãi đến năm 1624, tuần phủ tỉnh Phúc Kiến mới tâu lên triều đình đem binh mã đánh đuổi được quân Hà Lan ở Bành Hồ rồi đóng 3.000 binh trấn giữ.
Năm 1661, Trịnh Thành Công đã xuất binh từ Kim Môn, trước sau chiếm lĩnh Bành Hồ và khu vực do Hà Lan thống trị trên đảo Đài Loan, sau đó thiết lập An Phủ ti tại Bành Hồ. Năm 1683, thủy sư đề đốc nhà Thanh là Thi Lang tại hải chiến Bành Hồ đã đại phá hạm đội họ Trịnh, đánh chiếm Bành Hồ, tướng họ Trịnh là Lưu Quốc Hiên (劉國軒) phải rút chạy về Đài Loan, chính quyền họ Trịnh sau đó đầu hàng quân Thanh. Sau đó, triều Thanh đặt Bành Hồ dưới quyền cai quản của huyện Đài Loan ở nam bộ Đài Loan hiện nay. Năm 1767, thông phán Hồ Kiến Vĩ (胡建偉) hoàn thành việc biên soạn "Bành Hồ kỉ lược" (澎湖紀略), trở thành cuốn sách ghi chép hoàn chỉnh đầu tiên về Bành Hồ. Năm 1778, một tháp hải đăng được xây trên Tây Tự, hoàn thành vào năm sau, khởi đầu cho việc xây các hải đăng ở khu vực Đài Loan.
Tháng 3 năm 1885, quần đảo Bành Hồ bị người Pháp đánh chiếm trong những tuần cuối cùng của Chiến tranh Thanh-Pháp, và họ đã chỉ rút đi bốn tháng sau đó. Chiến dịch Bành Hồ là chiến dịch cuối cùng của đô đốc Amédée Courbet, ông đã giành được các thắng lợi trong các trận hải chiến và trở thành một anh hùng dân tộc tại Pháp. Courbet nằm trong số các chỉ huy và thủy thủ Pháp đã chết vì bệnh tả trong thời gian Pháp chiếm đóng quần đảo Bành Hồ. Ông qua đời trên tàu đô đốc Bayard của mình tại cảng Mã Công vào ngày 11 tháng 6 năm 1885.. Năm 1887, Hải Đàn trấn tổng binh Ngô Hoành Lạc (吳宏洛) nhậm chức Bành Hồ thủy sư tổng binh, giám sát xây dựng thành Bành Hồ (Ma Cung).

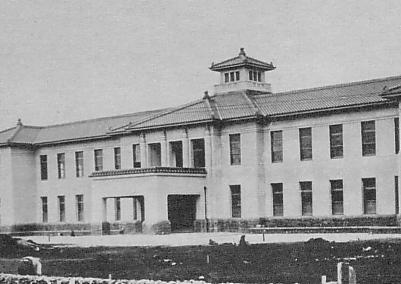
Thính xá Bành Hồ thính, thời thuộc Nhật, nay là khu vực trị sở chính quyền huyện Bành Hồ

Trong chiến tranh Giáp Ngọ giữa Trung Quốc và Nhật Bản, quân Nhật đã tiến hành chiến dịch Bành Hồ trong thời gian 23–26 tháng 3 năm 1895. Quân Nhật giành được chiến thắng với tổn thất tối thiểu, lính Thanh hầu hết đều đầu hàng và được người Nhật cho hồi hương về Trung Quốc đại lục. Tuy nhiên, một đợt bùng phát dịch tả sau đó đã khiến hơn 1.500 lính Nhật thiệt mạng trong vòng vài ngày. Với việc chiếm đóng Bành Hồ, người Nhật có thể ngăn cản việc có thêm quân Thanh được đưa đến Đài Loan, thuyết phục các nhà đàm phán Đại Thanh tại Shimonoseki rằng Nhật Bản đã quyết tâm để thôn tính Đài Loan. Với Điều ước Mã Quan ký kết vào tháng 4 năm 1895, triều đình Thanh đã nhượng Bành Hồ cho Nhật Bản. Tuy vậy, người Nhật Bản cho rằng họ có thể sẽ gặp phải kháng cự khi cố gắng chiếm đóng Đài Loan, và việc chiếm được Bành Hồ đã đảm bảo thành công của chiến dịch xâm lược Đài Loan của người Nhật vào sau đó. Sau đó, người Nhật thành lập "Bành Hồ (Hoko) đảo thính" tại quần đảo Bành Hồ, rồi đổi thành "Bành Hồ thính", trực thuộc Đài Loan tổng đốc phủ. Năm 1920, Bành Hồ thính được đổi thành Bành Hồ quận thuộc Cao Hùng (Takao) châu, đến năm 1926 thì Bành Hồ quận đổi lại thành Bành Hồ thính, trực thuộc trực tiếp Đài Loan tổng đốc phủ. Năm 1923, hoàng thái tử Hirohito khi đến Đài Loan đã thị sát Bành Hồ. Trong chiến tranh Trung-Nhật, Mã Công (Mako) cảnh bị phủ là một căn cứ chính của Hải quân Đế quốc Nhật Bản và là một điểm thượng tải trong cuộc xâm lược Philippines của Nhật.
Trong Tuyên bố Cairo năm 1943, Hoa Kỳ, Anh Quốc, và Trung Hoa Dân Quốc đã tuyên bố rằng "tất cả các lãnh thổ mà Nhật Bản đã chiếm đoạt từ người Trung Quốc như Mãn Châu, Đài Loan và Bành Hồ phải được trao trả cho Trung Hoa Dân Quốc." Ngày 26 tháng 7 năm 1945, ba chính phủ đã đưa ra Tuyên bố Potsdam, thông báo rằng "Các điều khoản của Tuyên bố Cairo sẽ được thực hiện." Trong Hiệp ước San Francisco, Nhật Bản đã từ bỏ chủ quyền đối với Đài Loan và Bành Hồ.
Sau khi Nhật Bản chiến bại, chính phủ Trung Hoa Dân Quốc tiếp nhận quần đảo Bành Hồ, thiết lập huyện Bành Hồ thuộc tỉnh Đài Loan. Vào đầu thập niên 1990, chính phủ Trung Hoa Dân Quốc đã thành lập khu phong cảnh quốc gia Bành Hồ bao gồm hấu hết các đảo của quần đảo. Từ thời điểm đó, du lịch trở thành một trong các nguồn thu chính của huyện. Ngày 25 tháng 5 năm 2002, trong Chuyến bay 611 của China Airlines, khi chiếc Boeing 747-200 bay từ Đài Bắc đến Hồng Kông, đã vỡ tan trên bầu trời quần đảo Bành Hồ. Các mảnh vụn đâm xuống eo biển Đài Loan, một vài dặm ngoài khơi. Toàn bộ 225 hành khách và phi hành đoàn trên máy bay đều thiệt mạng. Tháng 9 năm 2009, huyện Bành Hồ đã tiến hành trưng cầu dân ý việc hợp pháp hóa ngành cờ bạc tại huyện, kết quả là việc này đã không được thông qua với số phiếu tán thành là 13.397, số phiếu phản đối là 17.359.

## Địa lý

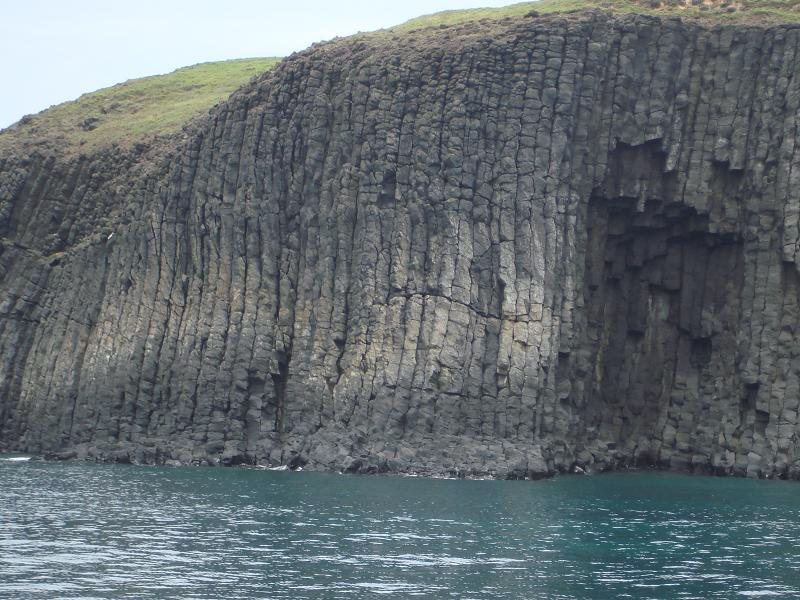
Vách đá bazan ở Điểu Tự (鳥嶼)

Quần đảo Bành Hồ nằm trên eo biển Đài Loan, gồm 90 đảo, trong đó, cực đông là Tra Mẫu tự, cực tây là Hoa tự, cực nam là Thất Mỹ tự, cực bắc là Đại Khiêu tự. Tổng diện tích của quần đảo Bành Hồ là 127,9636 km², thành phố Mã Công và hương Hồ Tây nằm chủ yếu trên đảo chính Bành Hồ, với diện tích 65,4132 km². Theo trắc lượng trong thời kỳ Nhật Bản cai trị, tổng diện tích của quần đảo là 126,864 km², nghĩa là nhỏ hơn 1,0996 km² so với diện tích hiện nay. Các đảo của quần đảo Bành Hồ nằm rải rác, trải dài trên một vùng biển rộng 60 km theo chiều bắc-nam và 40 km theo chiều đông-tây. Trong số 90 đảo của quần đảo, có 19 đảo có người ở với tổng diện tích là 124,9392 km², tổng diện tích của 71 đảo không có người ở là 3,0244 km². Ngoài đảo chính Bành Hồ, các đảo lớn khác của quần đảo Bành Hồ là: Tây Tự (西嶼) hay đảo Ngư Ông (漁翁島), đảo Bạch Sa (白沙島), Thất Mỹ Tự (七美嶼) và đảo Vọng An (望安島). Diện tích đất đăng ký tại Bành Hồ là 12.002,569147 ha, trong đó 853,37255 ha là đất đô thị, 11,149.196597 ha là đất không phải đô thị.
Đường bờ biển của các đảo trong quần đảo Bành Hồ có đặc điểm là quanh co, ngoài việc tạo ra các mũi đất và vịnh biển, còn có các thềm bị nước biển bào bòn, vách đá bị nước biển bảo mòn, hang động bị nước biển bào mòn, cùng với cát, bờ đá. Địa thế các đảo thoai thoải, hầu như đều có vách núi ở bốn phía, phần trên đỉnh là một vùng bằng phẳng. Các đảo chủ yếu được hình thành từ dòng nham thạch bazan từ các vụ phun trào núi lửa dưới đáy biển. Tổng chiều dài tuyến bờ biển của quần đảo là 448,974 km, địa thế dốc xuống từ nam đến bắc, đỉnh cao nhất của toàn quần đảo là Đại Miêu Tự (大貓嶼) với cao độ 70 mét. Điểm cao nhất trên các đảo khác là: Thất Mỹ Tự (64 mét), Võng An (54 mét), đảo chính Bành Hồ (56 mét), Bạch Sa (24 mét), Cát Bối Tự (吉貝嶼, 18 mét).
Nhiệt độ trung bình năm của Bành Hồ là 23 °C, nhiệt độ trung bình thấp nhất và tháng 1 và tháng 2, cao nhất vào tháng bảy. Mặc dù Bành Hồ bốn phía là biển cả, về mặt lý thuyết là sẽ ôn hòa hơn vùng nội địa, song do bề mặt các đảo thiếu thảm thực bì bề mặt, nên vào mùa hè dù có gió nam song vẫn cảm thấy nóng. Gió mùa đông bắc mạnh xuất hiện vào mùa đông, khiến cho mọi người có cảm giác rất lạnh, mặc dù nhiệt độ thực tế chỉ ở khoảng 7 °C. Do Bành Hồ không có núi cao nên lượng mưa chỉ khoảng 1000 mm mỗi năm, trong khi đó, do ảnh hưởng của tốc độ gió và ánh nắng mặt trời nên lượng nước bốc hơi hàng năm có thể đạt đến 1.600 mm.
| Dữ liệu khí hậu của Bành Hồ (1981-2010) | Dữ liệu khí hậu của Bành Hồ (1981-2010) | Dữ liệu khí hậu của Bành Hồ (1981-2010) | Dữ liệu khí hậu của Bành Hồ (1981-2010) | Dữ liệu khí hậu của Bành Hồ (1981-2010) | Dữ liệu khí hậu của Bành Hồ (1981-2010) | Dữ liệu khí hậu của Bành Hồ (1981-2010) | Dữ liệu khí hậu của Bành Hồ (1981-2010) | Dữ liệu khí hậu của Bành Hồ (1981-2010) | Dữ liệu khí hậu của Bành Hồ (1981-2010) | Dữ liệu khí hậu của Bành Hồ (1981-2010) | Dữ liệu khí hậu của Bành Hồ (1981-2010) | Dữ liệu khí hậu của Bành Hồ (1981-2010) | Dữ liệu khí hậu của Bành Hồ (1981-2010) |
| Tháng                                   | 1                                       | 2                                       | 3                                       | 4                                       | 5                                       | 6                                       | 7                                       | 8                                       | 9                                       | 10                                      | 11                                      | 12                                      | Năm                                     |
| --------------------------------------- | --------------------------------------- | --------------------------------------- | --------------------------------------- | --------------------------------------- | --------------------------------------- | --------------------------------------- | --------------------------------------- | --------------------------------------- | --------------------------------------- | --------------------------------------- | --------------------------------------- | --------------------------------------- | --------------------------------------- |
| Trung bình ngày tối đa °C (°F)          | 19.3 (66.7)                             | 19.6 (67.3)                             | 22.4 (72.3)                             | 26.0 (78.8)                             | 28.8 (83.8)                             | 30.6 (87.1)                             | 32.0 (89.6)                             | 31.8 (89.2)                             | 30.7 (87.3)                             | 28.1 (82.6)                             | 24.8 (76.6)                             | 21.1 (70.0)                             | 26.3 (79.3)                             |
| Trung bình ngày °C (°F)                 | 16.1 (61.0)                             | 16.5 (61.7)                             | 18.5 (65.3)                             | 21.9 (71.4)                             | 25.2 (77.4)                             | 27.7 (81.9)                             | 29.6 (85.3)                             | 29.2 (84.6)                             | 27.4 (81.3)                             | 24.5 (76.1)                             | 21.5 (70.7)                             | 17.9 (64.2)                             | 23.0 (73.4)                             |
| Tối thiểu trung bình ngày °C (°F)       | 15.4 (59.7)                             | 15.4 (59.7)                             | 17.4 (63.3)                             | 20.9 (69.6)                             | 23.7 (74.7)                             | 25.6 (78.1)                             | 26.6 (79.9)                             | 26.5 (79.7)                             | 25.9 (78.6)                             | 23.9 (75.0)                             | 20.9 (69.6)                             | 17.4 (63.3)                             | 21.6 (70.9)                             |
| Lượng mưa trung bình mm (inches)        | 17.5 (0.69)                             | 50.7 (2.00)                             | 59.5 (2.34)                             | 88.3 (3.48)                             | 118.3 (4.66)                            | 153.9 (6.06)                            | 157.7 (6.21)                            | 181.0 (7.13)                            | 112.7 (4.44)                            | 28.4 (1.12)                             | 21.2 (0.83)                             | 24.2 (0.95)                             | 1.031,4 (40.61)                         |
| Số ngày mưa trung bình (≥ 0.1 mm)       | 5.0                                     | 7.2                                     | 8.9                                     | 9.4                                     | 9.7                                     | 10.1                                    | 7.7                                     | 8.8                                     | 6.8                                     | 2.2                                     | 3.6                                     | 4.1                                     | 83.5                                    |
| Độ ẩm tương đối trung bình (%)          | 79.7                                    | 82.2                                    | 82.1                                    | 82.7                                    | 83.6                                    | 85.9                                    | 84.8                                    | 85.0                                    | 80.9                                    | 76.8                                    | 77.3                                    | 77.4                                    | 81.5                                    |
| Số giờ nắng trung bình tháng            | 111.5                                   | 94.7                                    | 125.2                                   | 148.8                                   | 179.3                                   | 200.4                                   | 264.8                                   | 240.4                                   | 213.8                                   | 189.9                                   | 139.1                                   | 123.3                                   | 2.031,2                                 |
| Nguồn: Central Weather Bureau           |                                         |                                         |                                         |                                         |                                         |                                         |                                         |                                         |                                         |                                         |                                         |                                         |                                         |

## Hành chính

Bản đồ hành chính huyện Bành Hồ

| Tên thị hương    | Diện tích(km²) | Số thôn, lý | Số lân | Nhân khẩu(tháng 12/2012) | Mật độ(người /km²) |
| ---------------- | -------------- | ----------- | ------ | ------------------------ | ------------------ |
| Mã Công (馬公市) | 33,9918        | 33          | 625    | 58.490                   | 1.721              |
| Hồ Tây (湖西鄉)  | 33,2996        | 22          | 238    | 13.915                   | 418                |
| Bạch Sa (白沙鄉) | 20,0875        | 15          | 179    | 9.491                    | 472                |
| Tây Tự (西嶼鄉)  | 18,7148        | 11          | 167    | 8.354                    | 446                |
| Vọng An (望安鄉) | 13,7824        | 9           | 131    | 4.995                    | 362                |
| Thất Mỹ (七美鄉) | 6,9868         | 6           | 61     | 3.598                    | 515                |
| Toàn huyện       | 141,052        | 96          | 1.401  | 98.843                   | 779                |

## Nhân khẩu

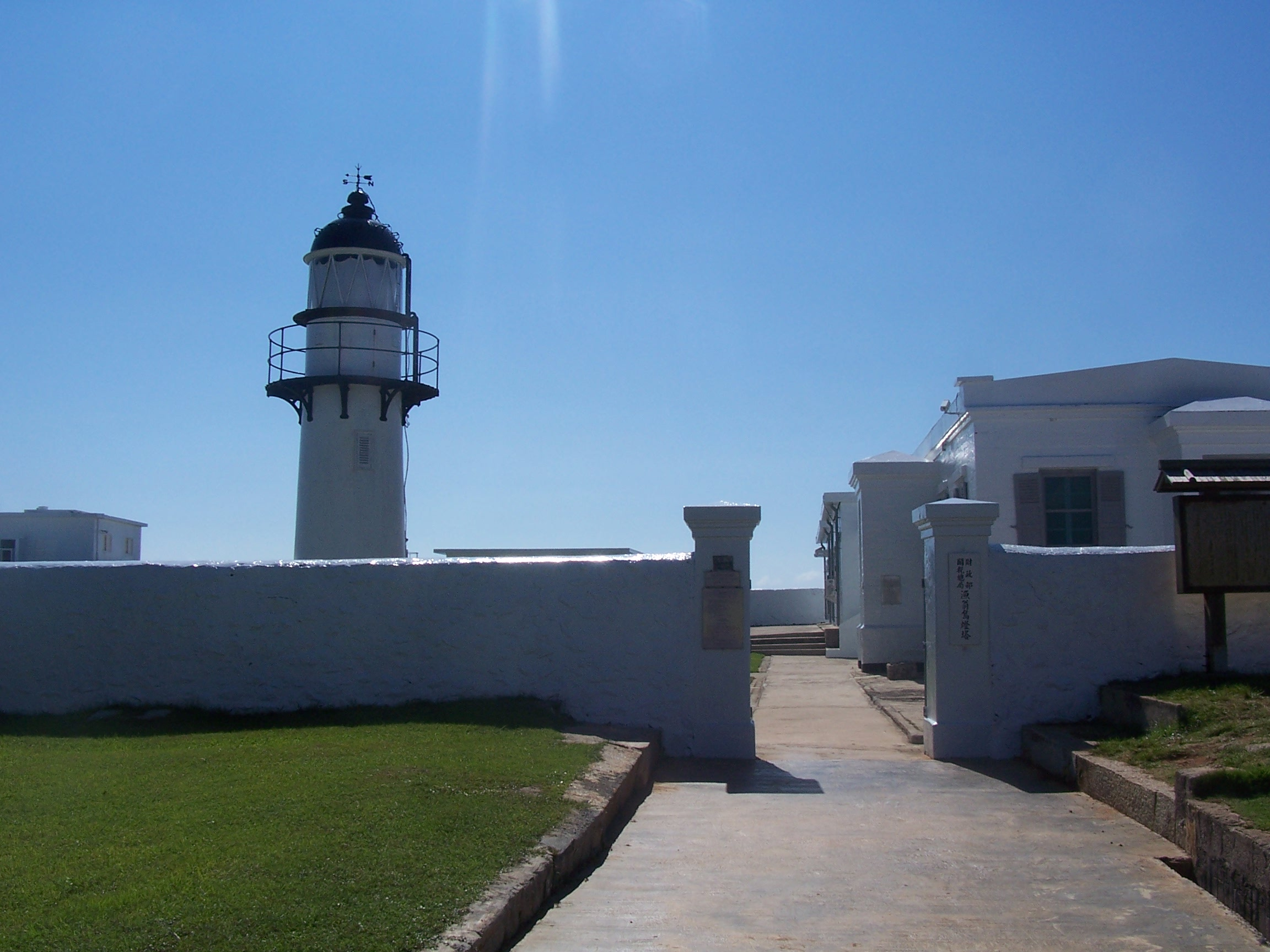
Hải đăng Ngư Ông Đảo (漁翁島燈塔) ở Tây Tự

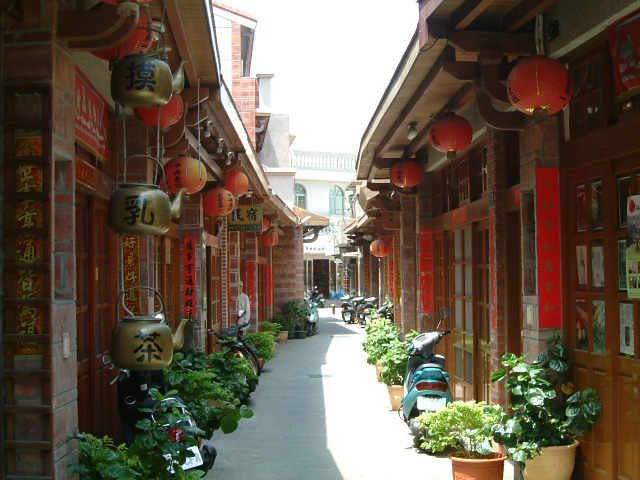
Đường phố ở trung tâm Mã Công

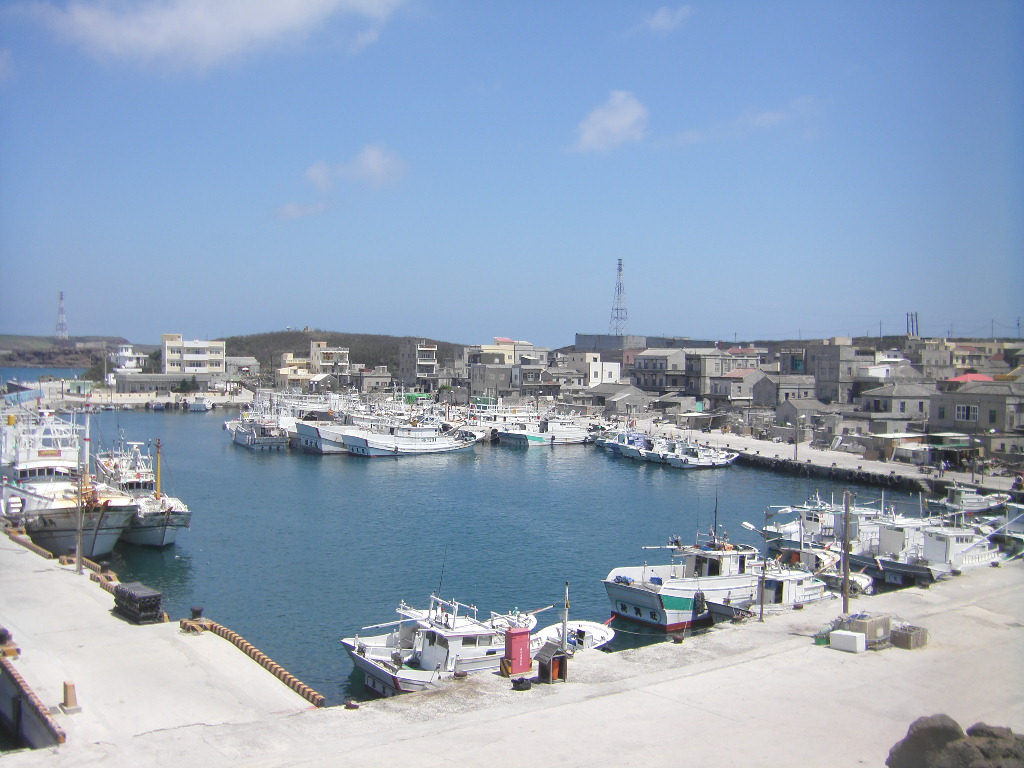
Ngư cảng Tướng Quân Nam ở thôn Tướng Quân trên đảo cùng tên, thuộc hương Vọng An

| Năm  | Số nhân khẩu | Số hộ  |
| ---- | ------------ | ------ |
| 2012 | 98.843       | 36.171 |
| 2011 | 97.157       | 35.031 |
| 2010 | 96.918       | 34.199 |
| 2009 | 96.210       | 33.134 |
| 2008 | 93.308       | 31.468 |
| 2007 | 92.390       | 30.525 |
| 2006 | 91.785       | 29.955 |
| 2005 | 92.489       | 29.713 |
| 2004 | 91.808       | 29.301 |
| 2003 | 92.253       | 28.968 |
| 2002 | 92.446       | 28.658 |
| 2001 | 92.268       | 28.260 |
| 2000 | 89.496       | 27.643 |
| 1999 | 89.013       | 27.095 |
| 1998 | 89.463       | 26.722 |
| 1997 | 91.169       | 26.225 |
| 1996 | 90.087       | 25.605 |
| 1995 | 90.937       | 24.910 |
| 1994 | 92.645       | 24.468 |
| 1993 | 95.288       | 24.093 |
| 1992 | 95.085       | 23.440 |
| 1991 | 95.446       | 23.110 |
| 1990 | 95.932       | 22.779 |
| 1989 | 96.322       | 22.358 |

## Giao thông

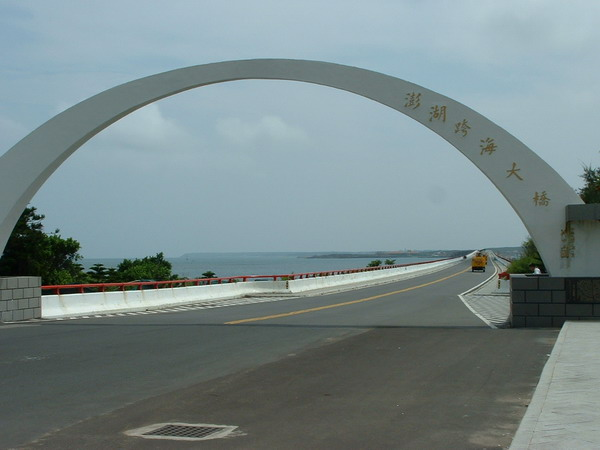
Cầu vượt biển Bành Hồ, nối hai đảo lớn Bạch Sa và Tây Tự

Có các tuyến bay từ sân bay Mã Công ở Bành Hồ đến sân bay Tùng Sơn Đài Bắc, sân bay Đài Trung, sân bay Gia Nghĩa, sân bay Đài Nam, sân bay quốc tế Cao Hùng, sân bay Kim Môn. Ngoài ra, có tuyến bay từ sân bay Thất Mỹ đến Mã Công và Cao Hùng, từ sân bay Vọng An đến Cao Hùng. Cùng với đường bay đến Hồng Kông, từ khi hai bờ eo biển Đài Loan khai thông đường bay trực tiếp, cũng có thể bay trực tiếp từ sân bay Mã Công đến một số thành phố tại Trung Quốc đại lục.
Cảng Mã Công có các tuyến hàng hải đi và đến các cảng ở đảo chính Đài Loan như: cảng Đài Trung, cảng Bố Đại, cảng An Bình, cảng Cao Hùng và các cảng khác tại quần đảo Bành Hồ. Từ cảng Thất Mỹ cũng có tuyến hàng hải đến cảng Cao Hùng.
- Huyện đạo 201 có chiều dài 10,560 km, từ Hưng Nhân (興仁) đến Phong Quỹ (風櫃) trong địa phận Mã Công
- Huyện đạo 202 có chiều dài 12,631 km, từ Đông Vệ (東衛) của Mã Công đến Lý Chính Giác (裡正角) của Hồ Tây
- Huyện đạo 203 có chiều dài 36,297 km, từ Mã Công, qua Hồ Tây, qua cầu vượt biển sang Bạch Sa, qua cầu vượt biển sang Tây Tự.
- Huyện đạo 204 có chiều dài 10,957 km, từ Mã Công đến Hồ Tây
- Huyện đạo 205 có chiều dài 7,632, từ đình Quan Âm đến Hưng Nhân trong địa phận Mã Công

Cầu vượt biển Bành Hồ (澎湖跨海大橋) trên huyện đạo 203 nối giữa đảo Bạch Sa và Tây Tự là một trong các yếu đạo giao thông của Bành Hồ. Trong lần xây dựng đầu tiên, nó là cầu vượt biển sâu đầu tiên của khu vực Đông Á, với chiều dài 2.159 mét và rộng 5,1 mét. Sau khi được xây dựng lại, cầu có chiều dài 2.494 mét và rộng 13 mét, trong đó hai làn xe rộng 9,5 mét còn hè rộng 3,5 mét. Cũng trên tuyến huyện đạo 203, có cầu Trung Chính nối đảo chính Bành Hồ với thôn Trung Đồn và cầu Vĩnh An nối từ thông Trung Đồn sang đảo Bạch Sa.
Năm 1924, tuyến đường ray cảng Mã Công khai thông, khi đó là tuyến đường sắt duy nhất tại Bành Hồ, song nó là một tuyến đường sắt quân dụng. Đến năm 1947 thì tuyến đường ray này bị bỏ, sang năm 1951 thì bị tháo dỡ.

## Giáo dục
- Đại học Khoa học-Kỹ thuật Quốc lập Bành Hồ (國立澎湖科技大學)
- Đại học Mở Quốc lập (國立空中大學)- Trung tâm Bành Hồ
- Trung học Cao cấp Quốc lập Mã Công (國立馬公高級中學)
- Trường sự nghiệp hàng hải thủy sản cao cấp Quốc lập Bành Hồ (國立澎湖高級海事水產職業學校)